# 粉筆少女
粉筆少女（2000年－），真名不明，居於天水圍。在2014年時為聲援雨傘運動，少女在14歲於12月23日凌晨於金鐘佔領區「連儂牆」以粉筆畫花外牆，結果她引來14名重案組警員以「涉嫌干犯刑事毀壞罪」拘捕。到12月28日，警方以女童父親無力照顧為由，向法庭申請兒童保護令，接管女童，最後被判入女童院三星期。而外牆亦被警方以膠帶封鎖，並派員通宵看守約13小時。
消息傳出後，事件引起激烈的爭議。學民思潮召集人黃之鋒質疑警方做法。而律師認為，用粉筆在公共地方上塗鴉並不造成毀壞，只能控告行為不檢。而其粉筆花圖案及相關報道在facebook「洗版」。學民思潮進行聲援少女的聯署，有5.5萬人參加。到2015年1月4日，有超過100名市民響應團體號召，到金鐘連儂牆聲援粉筆少女，人民力量譚得志、「女長毛」雷玉蓮以及文化監暴成員藝人何韻詩亦有到場支持。
在出院後，粉筆少女曾聲援捍衛沙田、遊覽完上水去屯門以及鳩嗚團活動。

## 外部連結
- Chalk Girl: the protester at the heart of Hong Kong’s democracy movement （页面存档备份，存于） - 衛報紀錄片（粵語配英文字幕）